# Auratonota
Auratonota là một chi bướm đêm thuộc họ Tortricidae.

## Các loài
- Auratonota aenigmatica  Meyrick, 1912
- Auratonota aporema  Dognin, 1912
- Auratonota aurantica  Busck, 1920
- Auratonota auriginea  Razowski & Becker, 2000
- Auratonota aurochra  Razowski & Wojtusiak, 2006
- Auratonota badiaurea  Razowski & Becker, 2000
- Auratonota cataponera  Razowski & Becker, 2000
- Auratonota chlamydophora  Razowski & Wojtusiak, 2006
- Auratonota clasmata  Razowski & Becker, 2000
- Auratonota cubana  Razowski & Becker, 2000
- Auratonota dispersa  Brown, 1990
- Auratonota dominica  Brown, 1993
- Auratonota effera  Razowski & Becker, 2000
- Auratonota exoptata  Razowski & Becker, 2000
- Auratonota flora  Razowski & Becker, 2000
- Auratonota foederata  Razowski & Becker, 2000
- Auratonota hyacinthina  Meyrick, 1912
- Auratonota hydrogramma  Meyrick, 1912
- Auratonota magnifica  Razowski & Becker, 2000
- Auratonota maldonada  Razowski & Becker, 2000
- Auratonota monochroma  Razowski & Becker, 2000
- Auratonota moronana  Razowski & Becker, 2000
- Auratonota multifurcata  Meyrick, 1932
- Auratonota nugax  Razowski & Becker, 2000
- Auratonota omorpha  Razowski & Becker, 2000
- Auratonota oxytenia  Razowski & Becker, 2000
- Auratonota paidosocia  Razowski & Becker, 2000
- Auratonota petalocrossa  Meyrick, 1926
- Auratonota pharata  Brown, 2006
- Auratonota serotina  Razowski & Becker, 2000
- Auratonota spinivalva  Razowksi & Becker, 2000
- Auratonota splendida  Razowski & Becker, 2000
- Auratonota stigmosa  Razowski & Becker, 2000
- Auratonota tessellata  Razowski & Becker, 2000
- Auratonota virgata  Razowski & Becker, 2000